# Andrzej Borowski (malarz)
Andrzej Borowski (ur. 2 kwietnia 1969 w Żywcu) – polski malarz i kolekcjoner

## Edukacja
Andrzej Borowski ukończył w 1994 roku Akademię Sztuk Pięknych w Krakowie w pracowni prof. Zbysława Maciejewskiego w czasach gdy rektorem Krakowskiego ASP był prof. Jan Szancenbach.

## Twórczość
Jego prace stylowo nawiązują do modernizmu krakowskiego uzupełnione nowymi środkami wyrazu, co jak twierdzi historyk sztuki Zofia Weiss – Nowina Konopczyna może wskazywać na fenomen konstytuowania się nowego w dziejach naszego malarstwa, kierunku. (...) Twórczość Andrzeja Borowskiego wpisuje się w całości w określenie „neorealizm oniryczny”. Tematem prac Andrzeja Borowskiego jest głównie martwa natura i pejzaż. W swej twórczości inspiruje się architekturą i przyrodą Włoch i Francji Jest autorem polichromii w kościele św. Rodziny w Piekarach Śląskich.
Jego prace były prezentowane na Targach Sztuki: Gent Line Art. 95 w Gandawie, SIAC w Strassburgu, Art. Strasburg 96, Gent Line Art. 2008 czy w Gandawie. Dzieła artysty wielokrotnie były prezentowane min. w Polsce, Grecji, Hiszpanii, Francji, Włoszech, Indiach.
Andrzej Borowski jest współorganizatorem plenerów malarskich „Raj na Połomiu” oraz kuratorem wystaw sztuki współczesnej.

## Nagrody i wyróżnienia
W 1994 r. otrzymał wyróżnienie w krakowskim Ogólnopolskim Konkursie Malarskim pt. „Pejzaż w malarstwie współczesnym”.

## Wystawy indywidualne
- 1991 MDK Czechowice-Dziedzice
- 1992 BWA Toruń
- 1993 Dworek Białoprądnicki Kraków
- 1993 NY HB Gallery Kraków
- 1994 Galeria Tab Kraków
- 1994 EURO RSTG Warszawa
- 1995 Galeria Kersten, Kraków
- 1995 Galeria ZAR, Kraków
- 1996 Galeria pod Złotym Lewkiem, Kraków
- 1996 Galeria Kersten Kraków
- 1997 „Isla de la luz” Son Baulo (Majorka)
- 1998 Galeria Kersten Kraków
- 1999 Galleri-Ars Amandi Simrishamm (Szwecja)
- 2000 Galeria Kersten Kraków
- 2001 BWA Sieradz
- 2002 Galeria Kersten Kraków
- 2003 Galeria W&B Szczecin
- 2004 Galeria ZPAP Sukiennice Kraków
- 2005 Galeria Katarzyny Napiórkowskiej Warszawa
- 2006 „Polish Affair” – Connoisseur Art. Gallery Hong Kong
- 2006 Galeria Katarzyny Napiórkowskiej Warszawa
- 2007 Galeria J Łódź
- 2007/2008 Galeria Bronisława Chromego Kraków
- 2008 Galeria Kersten Kraków
- 2009 Galeria De Facto Bielsko-Biała
- 2010 Galeria Wirydarz Lublin
- 2013 Galeria Katarzyny Napiórkowskiej Warszawa
- 2014 Galeria „u Jadźki” Zielona Góra
- 2014 Teatr Współczesny Szczecin
- 2015 Zachodniopomorski Urząd Wojewódzki Szczecin
- 2015 Galeria „Na wprost” Iława
- 2015 wystawa malarstwa współczesnego z kolekcji Andrzeja Borowskiego w Pałacu Rodziny Habsburgów w Żywcu[11]
- 2015 wystawa malarstwa współczesnego z kolekcji Andrzeja Borowskiego, MDK, Czechowice-Dziedzice
- 2016 MDK Czechowice-Dziedzice[12]